# Laisma raba
Laisma raba är en mosse i Estland.   Den ligger i landskapet Pärnumaa, i den sydvästra delen av landet, 110 km söder om huvudstaden Tallinn.